# گواویار (گواینیا)
گواویار (به اسپانیایی: Guaviare) یک منطقهٔ مسکونی در کلمبیا است که در بخش گواینیا واقع شده‌است.